# سال یکم
سال یک (به انگلیسی: Year One) نام یک فیلم کمدی ماجراجویی آمریکایی محصول ۲۰۰۹ است که توسط هارولد رامیس کارگردانی شده، و خود رامیس، جاد آپاتو و کلیتون تاون‌سند تهیه‌کنندگی آن را بر عهده داشتند. فیلمنامه این فیلم توسط رامیس، جین استوپنتسکی و لی آیزنبرگ نوشته شده و جک بلک و مایکل سرا در نقش‌های اصلی آن به ایفای نقش پرداخته‌اند. همچنین در کنار آن‌ها بازیگران پشتیبانی مانند اولیور پلات، دیوید کراس، کریستوفر مینتز-پلاس به ایفای نقش پرداخته‌اند. این فیلم یک پارودی از کتاب پیدایش است و داستان آن درباره دو نفر از قبیله‌ها است که برای نجات علاقه‌مندان به عشق خود به شهر سدوم سفر می‌کنند پس از اینکه از قبیله خود اخراج شده‌اند. در طول سفر، مشکلاتی به وجود می‌آید، زیرا آن‌ها با چندین شخصیت کتاب مقدس در مسیر خود مواجه می‌شوند.
این فیلم توسط شرکت تولیدی آپاتو، یعنی "The Apatow Company" تولید شده و در تاریخ ۱۹ ژوئن ۲۰۰۹ توسط کلمبیا پیکچرز به اکران درآمد. این فیلم در نخستین آخر هفته اکران خود ۱۹٫۶ میلیون دلار درآمد داشت و در مجموع ۶۲٫۴ میلیون دلار در سراسر جهان فروش کرد، در حالی که بودجه آن ۶۰ میلیون دلار بود.  پس از اکران، فیلم "سال اول" از سوی منتقدان و تماشاگران مورد نقد قرار گرفت و تنها ۱۴ درصد از نظر رای‌دهندگان سایت Rotten Tomatoes تاییدیه دریافت کرد. این آخرین فیلمی بود که هارولد رامیس قبل از مرگش در سال ۲۰۱۴ در آن حضور داشت.

## چکیدهٔ داستان
در سال ۱ از تقویم تاریخ، دو شکارچی با نام‌های زد و اُه که هر دو لجباز هستند با آشنایان خود درگیری‌هایی پیدا می‌کنند. این جدال‌ها در ابتدا چنان مهم جلوه نمی‌کند ولی با تکرار اشتباهات این دو نفر، خانواده‌های آنان سعی می‌کنند آنها را به جایی دور تبعید کنند. زد و اُه در ابتدا بسیار شاد می‌شوند اما....

## مشروح داستان
زِد، شکارچی دل‌سردشده‌ای در قبیله‌ای ابتدایی است که در جست‌وجوی هدفی در زندگی است. وقتی قبیله متوجه می‌شود که او از درخت شناخت نیک و بد خورده، شمن قبیله و مرد زورمندش، مارلاک، او را تبعید می‌کنند. اُه، گردآورنده‌ای ترسو، با بی‌میلی به زِد می‌پیوندد تا پس از آن‌که زِد ناخواسته روستا را به آتش می‌کشد، با هم به کشف جهان بروند.
این دو با  هابیل و قابیل روبه‌رو می‌شوند. قابیل در لحظه‌ای خشمگین، هابیل را با سنگی می‌کشد و به زِد و اُه می‌گوید که باید با او فرار کنند، وگرنه متهم به قتل خواهند شد.
زِد و اُه درمی‌یابند که معشوقه‌هایشان، مایا و اِما، از قبیلهٔ خودشان، به بردگی گرفته و فروخته شده‌اند. آن‌ها تلاش می‌کنند تا آزادی دخترها را بخرند، اما خود نیز توسط قابیل به‌عنوان برده فروخته می‌شوند، چراکه قابیل می‌خواهد از شر شاهدان قتل خلاص شود. در حین انتقال، کاروان حامل اُه، زِد، مایا، اِما و دیگر افراد قبیله مورد حمله اهالی سدوم و عموره قرار می‌گیرد و آن‌ها کنترل کاروان را به‌دست می‌گیرند. زِد و اُه می‌گریزند و در بیابان پنهان می‌شوند، اما رد کاروانِ اکنون تحت سلطهٔ سدومی‌ها را گم می‌کنند.
زِد و اُه که همچنان مصمم به آزادسازی برده‌ها هستند و مقصد بعدی کاروان را می‌دانند، از کوهی عبور می‌کنند که ابراهیم را در حال قربانی‌کردن اسحاق می‌یابند. زِد جلوی او را می‌گیرد و می‌گوید که خدای ادیان ابراهیمی او را فرستاده تا این کار را متوقف کند. سپس آن‌ها را به روستای عبری خود می‌برد و دربارهٔ شهرهای سدوم و عموره به آن‌ها می‌گوید.
وقتی ابراهیم تصمیم به ختنه کردن آن‌ها می‌گیرد، زِد و اُه رهسپار سدوم می‌شوند. با رسیدن به شهر، آن‌ها دستگیر می‌شوند. قابیل که حالا سربازی سدومی است، آن‌ها را از تعرض نجات می‌دهد و آن‌ها را «برادرانش» می‌نامد. وقتی آن‌ها به او یادآوری می‌کنند که آن‌ها را به بردگی فروخته، قابیل عذرخواهی می‌کند، به آن‌ها غذا می‌دهد، شهر را نشانشان می‌دهد و شغلی به‌عنوان نگهبان برایشان جور می‌کند.
هنگام گشت‌زنی در شهر، آن‌ها شاهزاده اینانا را می‌بینند که به‌دلیل احساس گناه از گرسنگی مردم، روزه گرفته‌است. او زِد را دعوت می‌کند تا در ضیافتی شرکت کند و در خلوت با او گفت‌وگو می‌کند.
در کاخ، زِد می‌بیند که مایا و اِما به‌عنوان برده خدمت می‌کنند، اما اُه مجبور می‌شود در اطراف کاخ همراه با کاهن اعظم بگردد. زِد در دیدار با شاهدخت اینانا، مأموریتی پیدا می‌کند: ورود به قدس‌الاقداس و توصیف آنچه می‌بیند، چراکه اینانا باور دارد زِد همان «فرد برگزیده» است.
در معبد، زِد اُه را می‌بیند که از دستبردهای جنسی کاهن اعظم پنهان شده‌است. آن‌ها مشاجره می‌کنند و قابیل که به مکالمه‌شان گوش داده، آن‌ها را لو می‌دهد. آن دو به‌دلیل ورود به معبد به سنگسار محکوم می‌شوند، اما زِد مردم سدوم را قانع می‌کند که رحم کنند، پس به کار با اعمال شاقه تا مرگ محکوم می‌شوند.
پادشاه سپس اعلام می‌کند که دخترش و دو باکره (مایا و اِما) را که قابیل به‌عنوان «پیروان فرد برگزیده» معرفی کرده بود، قربانی خدایان خواهد کرد تا بلکه خدایان بارانی ببارانند. جمعیت گرسنه که به‌خاطر خشکسالی و قحطی به مرز انفجار رسیده‌اند، واکنش منفی نشان می‌دهند، زیرا اینانا به‌خاطر همدلی‌هایش با مردم بسیار محبوب است.
زِد مراسم را برهم می‌زند و اُه با فریاد «برگزیده آمد!» شورشی برپا می‌کند. ابراهیم با عبریان می‌رسد تا پادشاه را سرنگون کنند. اُه و اِما در کاخ با هم آمیزش می‌کنند، که باعث می‌شود اِما دیگر نتواند قربانی شود. آن‌ها به زِد کمک می‌کنند تا سربازان باقی‌مانده را شکست دهند، سربازانی که پیش‌تر خود پادشاه را کشته‌اند.
زِد و اُه جلوی قربانی‌کردن مایا به دست کاهن اعظم را می‌گیرند. جمعیت می‌خواهند زِد را به‌عنوان «برگزیده» و رهبر جدید معرفی کنند، اما او تصمیم می‌گیرد عشقش به اُه، اِما و مایا مهم‌تر از نقش «منجی» است. او فرمانروایی را به اینانا می‌سپارد و همراه با مایا به‌عنوان کاوشگر سفر می‌کند. اُه نیز رهبر روستای خود می‌شود. آن دو از هم خداحافظی کرده و راهشان را جدا می‌کنند.

## بازیگران
- جک بلک در نقش زد.
- مایکل سرا در نقش اُه.
- الیویا وایلد در نقش پرنسس انانا.
- جون دایان ری‌فیل در نقش مایا.
- دیوید کراس در نقش قابیل.
- هانک آزاریا در نقش ابراهیم.
- ردا گریفیس در نقش ایو.

## استقبال عمومی

### نقد ها
در سایت Rotten Tomatoes، فیلم دارای امتیاز تایید ۱۴٪ بر اساس ۱۷۳ نقد است، با امتیاز متوسط ۳٫۹۰ از ۱۰. جمع‌بندی سایت می‌گوید: "سال اول یک کمدی ضعیف اجرا شده و بی‌نظم است که در آن استعدادها، چه جلوی دوربین و چه پشت آن، هیچ‌گاه به نظر نمی‌رسد که در یک صفحه باشند." در Metacritic، فیلم امتیاز متوسط وزنی ۳۴٪ بر اساس ۲۸ نقد دریافت کرده است. تماشاگرانی که توسط CinemaScore نظرسنجی شدند، به فیلم نمره B− داده‌اند، که در مقیاس A تا F قرار دارد.

### باکس آفیس
فیلم "سال اول" در نخستین آخر هفته اکران خود در باکس آفیس ایالات متحده در جایگاه چهارم قرار گرفت. این فیلم در نهایت ۴۳٬۳۳۷٬۲۷۹ دلار از فروش بلیت در ایالات متحده به دست آورد و ۱۹٬۰۲۰٬۶۲۱ دلار دیگر در سراسر جهان فروخت، که مجموع درآمد آن به ۶۲٬۳۵۷٬۹۰۰ دلار رسید. بودجه تولید این فیلم ۶۰ میلیون دلار بود.